# Факультет електроніки та комп'ютерних технологій Львівського національного університету імені Івана Франка
Факультет електроніки та комп'ютерних технологій — факультет IV рівня акредитації, Львівського національного університету ім. І. Франка, створений у 2003 році як факультет електроніки після поділу фізичного факультету на фізичний та електроніки.

## Загальна інформація
На момент утворення факультет об'єднав кафедри електроніки, нелінійної оптики, радіоелектронного матеріалознавства, радіофізики, фізики напівпровідників, фізичної та біомедичної електроніки. Зараз факультет електроніки та комп'ютерних технологій об'єднує кафедри оптоелектроніки та інформаційних технологій, радіоелектронних і комп'ютерних систем, радіофізики і комп'ютерних технологій, сенсорної і напівпровідникової електроніки, системного проектування, фізичної та біомедичної електроніки.
Факультет здійснює фундаментальну підготовку майбутніх ІТ-спеціалістів за освітнім ступенем БАКАЛАВРА за спеціальностями у таких освітніх програмах:
- F2 — Інженерія програмного забезпечення (Software Engineering) (Освітня програма освіти підтримана Львівським ІТ-Кластером)
- F3 — Комп'ютерні науки (Computer science) (Освітня програма дуальної освіти підтримана ІТ компанією SoftServe)
- F6 — Інформаційні системи і технології (Data science & Intelligent systems) (Освітня програма освіти підтримана Львівським ІТ-Кластером)
- G5 — Електроніка та комп'ютерні системи (Освітня програма освіти підтримана Львівським ІТ-Кластером)
- G7 — Мікро- та наносистемна техніка (Sensor & Analitical systems) (Освітня програма освіти підтримана Львівським ІТ-Кластером)

На факультеті діють такі основні навчальні та науково-дослідні лабораторії: інтелектуальних автономних систем, оптоелектроніки і прикладної оптики, проектування інформаційних систем, радіофізики і комп'ютерних технологій, сенсорної електроніки, електронних систем, міжкафедральна обчислювальна лабораторія, міжфакультетська лабораторія дозиметрії та радіоекологічного моніторингу.
У 2015 році вчена рада факультету ініціювала перейменування факультету на «Факультет електроніки та комп'ютерних технологій». Назву змінено у 2016 р. З 2003 до 2019 року деканом ф-ту електроніки та комп'ютерних технологій Львівського національного університету імені І. Франка був Половинко Ігор Іванович
З 2019 року і до сьогодні деканом є кандидат фізико-математичних наук, доцент Фургала Юрій Михайлович.

## Кафедри

### Кафедра сенсорної та напівпровідникової електроніки
Кафедра заснована 26 березня 2002 року як «Кафедра електроніки». З 2003 року входить до складу новоствореного факультету електроніки.
Упродовж останніх років на факультеті сформувалась наукова школа в галузі електроніки твердого тіла, зокрема, у напівпровідниковій електроніці, оптоелектроніці, радіаційній фізиці напівпровідників і діелектриків. Значний науковий доробок у цих напрямках одержаний, зокрема, в науково-дослідних лабораторіях НДЛ-10 та НДЛ-20.
Основні напрямки науково-дослідної роботи кафедри:
- Дослідження радіаційно-стимульованих процесів у діелектричних та напівпровідникових кристалах та структурах на їх основі.
- Розробка та дослідження нових матеріалів для сенсорів електромагнітного та іонізуючого випромінювання.
- Фізика і технологія кристалофосфорів.
- Розробка електронних еталонних вимірювачів фізичних величин.

Викладачами та науковими працівниками кафедри опубліковано понад 350 статей у фахових журналах, понад 400 тез на вітчизняних та міжнародних конференціях.
Кафедра підтримує сталі науково-практичні зв'язки із вітчизняними та закордонними закладами науки та освіти: Інститут прикладних проблем матеріалознавства, м. Київ; Інститут сцинтиляційних матеріалів НТК Інститут монокристалів НАНУ м. Харків; Національний університет «Львівська політехніка»; Вінницький національний технічний університет, кафедра «Радіотехніка»; ДП «НДІ Система» м. Львів; НВП «Карат» м. Львів; НВО «Термоприлад» м. Львів.
МІЖНАРОДНІ ЗВ'ЯЗКИ: Налагоджена тривала співпраця з вченими Вроцлавського університету Республіки Польща та Центром передових мікроструктур та приладів (Center for Advanced Microstructures and Devices (CAMD) Державного університету Луїзіани (США); факультетом фізики і астрономії Державного університету Остін Пі (Austin Peay State University, м. Кларксвілл, США) з метою проведення спільних досліджень в галузі топологічних ізоляторів та флуорисцентних матеріалів; Лабораторією скла та кераміки (Університет м. Ренн 1, Франція); Інститутом фізики ПАН (Варшава); Інститутом фізики університету Казимира Великого в Бидгощі (Institute of Physic Kazimierz Wielki University in Bydgoszcz).
З 2002 року на кафедрі виконано 16 фундаментальних держбюджетних тем, 4 госпдоговірних теми та 4 міжнародних проекти. Співробітниками кафедри захищено 9 кандидатських та 1 докторську дисертацію.
Кафедра брала участь в організації та проведенні міжнародних конференцій LOD-2002, Lumdetr-2006, ISPCS-2010, Heureka (2002—2014). Співробітниками кафедри отримано 2 патенти на винахід та 20 патентів на корисну модель. Написано 3 навчальні посібники.
Кафедра готує фахівців — бакалаврів та магістрів за спеціальністю 176 — «Мікро- та наносистемна техніка» та 171 — «Електроніка»

### Кафедра оптоелектроніки та інформаційних технологій
(До 30 листопада 2011 року «Кафедри нелінійної оптики»)
Протягом усіх років існування на кафедрі було підготовлено понад 400 фахівців з оптоелектроніки та оптоелектронної інформатики, а також (починаючи з 1992 р.) з радіоекології. Випускники кафедри працюють в багатьох академічних і галузевих науково-дослідних установах, виробничих об'єднаннях, у вищих навчальних закладах різних рівнів акредитації, на атомних електростанціях, в експертних і екологічних підрозділах, у приватних фірмах тощо.
Кафедра забезпечувала підготовку студентів зі спеціальностей «Оптичні і оптико-електронні прилади і системи» (1979—1996), «Оптоелектроніка» (1996—2002), «Прикладна фізика» (з 2003 р.) за спеціалізаціями «Оптико-електронні інформаційні системи» (1979—1998), «Оптоелектронна інформатика» (1999—2004), «Радіаційна фізика і екологія» (1992—2004), а з починаючи з 2004 р. — за спеціалізацією «Оптоелектронні та радіоекологічні прилади і системи». Зараз кафедра включилася в підготовку спеціалістів за напрямом «Комп'ютерні науки», де в рамках спеціальності «Інформаційні технології проектування» планує вести спеціалізації «Оптичні інформаційні системи» та «Інформаційні системи моніторингу».
На сьогодні кафедра має статус випускової і готує фахівців за освітньо-кваліфікаційними рівнями бакалавра та магістра зі спеціальності 122 «Комп'ютерні науки» (з 2012 р.). Починаючи з 2017 року, кафедра готує також бакалаврів за спеціальністю 126 «Інформаційні системи та технології», а з 2019 року — бакалаврів за спеціальністю 121 «Інженерія програмного забезпечення». У рамках спеціальностей «Комп'ютерні науки» та «Інформаційні системи та технології» кафедра відкрила спеціалізації «Системи штучного інтелекту» (з 2012 р.) та «Штучний інтелект і машинне навчання» (з 2018 р.). На додаток, кафедра веде окремі навчальні дисципліни для бакалаврів, які навчаються за спеціальністю 176 «Мікро- та наносистемна техніка».
Зараз на кафедрі оптоелектроніки та інформаційних технологій працюють 5 професорів, 8 доцентів і 3 асистенти, 4 працівники учбово-допоміжного персоналу, а також навчається 4 аспіранти. Основні науково-педагогічні інтереси кафедри охоплюють оптоелектроніку та системи штучного інтелекту. Зокрема, йдеться про запис, опрацювання, передавання та відображення інформації, цифрову обробку сигналів і зображень, розпізнавання образів, комп'ютерну лінгвістику та обробку природної мови, складні системи та мережі, експертні системи, бази знань, нейронні мережі, інтелектуальні сенсори, системи радіологічного моніторингу та ін.
За роки існування кафедри оптоелектроніки та інформаційних технологій її працівники опублікували понад 1500 наукових праць, у тому числі понад 20 монографій і навчальних посібників (зокрема, посібників із грифом Міністерства освіти України), одержали близько 50 авторських свідоцтв і патентів на винаходи. На кафедрі захищено 39 кандидатських дисертацій і 6 докторських дисертацій.

### Кафедра радіоелектронних і комп'ютерних систем
Кафедра радіоелектронних і комп'ютерних систем (КРКС) (до червня 2014 року — кафедра радіоелектронного матеріалознавства (КРЕМ)) заснована у 1977 році на базі фізичного і хімічного факультетів університету та Львівського науково-дослідного інституту матеріалів (спільний наказ МВССО УРСР і Міністерства радіопромисловості СРСР за № 29/68 від 8 лютого/5 березня 1977 р.; наказ ректора ЛДУ за № 449 від 25 квітня 1977р). Швидкий розвиток радіоелектронної промисловості, впровадження новітніх наукових розробок у виробництво вимагав принципово нового підходу до підготовки молодих спеціалістів для електронної та приладобудівної промисловості, галузевих наукових установ. Необхідно було поєднати глибоке вивчення радіофізики, фізичного матеріалознавства, комп'ютерного моделювання та математичного прогнозування властивостей та процесів матеріалів електроніки, освоювати новий розділ електроніки — функціональну.
У 2014 р. згідно Наказу ректора ЛНУ кафедра була перейменована на кафедру радіоелектронних і комп'ютерних систем. Зараз кафедра бере активну участь у підготовці студентів за напрямами «Комп'ютерні науки» та « Інформаційні системи та технології».
Завідувач кафедри: проф. Оленич Ігор Богданович (з 2020 р.)
З 2013 до 2020 р. очолював кафедру проф. Монастирський Любомир Степанович.
Кафедра   залучає   до навчального процесу провідних фахівців ІТ сектору економіки, стимулює підвищення рівня англомовності студентів та співробітників. Конкретними втіленнями програм цих ідей на сучасному етапі є запровадження системи електронного навчання та електронного документообігу кафедри на основі вільного програмного забезпечення, проведення англомовних семінарів «Scientific English» та формування нового навчального плану.
КРКС підтримує наукові стосунки з Польщею (Жешувський університет) та Німеччиною (Мюнхенський та Вюрцбурський університет), зокрема в 2017 році професор Монастирський пройшов наукове стажування у математично-природничому відділі Жешувського університету, де співпрацював з професором Т. Кватер  та деканом професором О.Лопушанським по проблемах комп'ютерного моделювання складних систем. В планах кафедри — налагодження наукових контактів з Ягеллонським університетом та університетом м. Грюнген. В 2018 році студент кафедри Чупринський Олег відряджений на навчання в університет м. Турку (Фінляндія).

### Кафедра радіофізики та комп'ютерних технологій

#### Загальна інформація
Кафедра забезпечує викладання низки нормативних і вибіркових дисциплін циклу професійного спрямування за кількома освітніми програмами (122 Комп'ютерні науки, 126 Інформаційні системи та технології, 121 Інженерія програмного забезпечення).
Навчальний процес на кафедрі забезпечують 20 викладачі, зокрема, 4 доктори наук і 11 кандидатів наук.
Щорічно кафедра випускає до двох десятків фахівців. Студенти, які спецiалiзуються на кафедрі, отримують глибоку університетську підготовку з мiкропроцесорної технiки, використання засобiв обчислювальної техніки для моделювання процесів в фiзицi i радiоелектронiцi. Важливим є те, що студентів навчають не тільки програмувати та працювати з потужними програмними продуктами, але і створювати сучасні комплекси для проведення фізичних експериментів з використанням комп'ютерів для керування експериментом і опрацювання результатів експерименту. Навчання здійснюється з використанням засобів обчислювальної техніки у лабораторіях основ радiоелектронiки, мікропроцесорної техніки, автоматизації фізичного експерименту, обчислювальних лабораторіях. Загалом, навчально-методична та науково-дослідна робота на кафедрі РКТ проводиться за напрямами: комп'ютерне моделювання, наноелектроніка та автоматизовані системи досліджень.
При кафедрі є аспірантура.

#### Історія кафедри
Кафедра створена у 1964 році відомим вченим, ректором, професором Миколою Григоровичем Максимовичем із назвою «Кафедра теоретичних основ електрорадіотехніки» (ТОЕР). У 1999 році кафедра була перейменована на кафедру радіофізики. До січня 1965 року кафедра займала одну кімнату в корпусі на вул. Ломоносова, 8 (теперішня вулиця Кирила і Мефодія). З 1965 по 1986 рік кафедра розміщувалась в корпусі на вул. 17 Вересня, 14 (теперішня вулиця Січових Стрільців). У 1986 році кафедра перебазувалась на вул. Драгоманова, 19 і вул. Драгоманова, 12. З лютого 2003 року кафедра розташована на вул. Ген. Тарнавського, 107.
Першим завідувачем кафедри був професор Микола Григорович Максимович (29 квітня 1914 — 10 червня 1981). З 1981 р. по 1991 рік кафедру очолював професор Л. А. Синицький.
30 листопада 2011 року вченою радою факультету прийнято рішення про перейменування кафедри — нова назва «Кафедра радіофізики та комп'ютерних технологій».

#### Персонал кафедри
Завідувач — проф. Карбовник Іван Дмитрович. З липня 2022 року він очолює кафедру радіофізики та комп'ютерних технологій.
Більше інформації про персонал кафедри та саму кафедру можна знайти за посиланням.

#### Навчально-методична робота кафедри
З моменту заснування кафедра забезпечувала викладання загальних курсів: «Теорія коливань», «Теоретичні основи радіотехніки», «Теорія інформації», «Основи електротехніки», «Загальна електроніка». В 1967 році на кафедрі відкривається спеціалізація «Теорія коливань та автоматичного регулювання». Перший випуск спеціалістів з радіофізики і електроніки відбувся у 1968 році. Випускники кафедри отримують глибокі знання з теорії систем керування та математичного моделювання систем і процесів за допомогою ЕОМ. Для них читаються такі спецкурси, як «Теорія автоматичного регулювання», «Теорія графів», «Теорія стійкості систем автоматичного керування», «Статистична радіофізика».
З моменту заснування на кафедрі працюють навчальні лабораторії теоретичних основ радіотехніки та теорії автоматичного регулювання. В навчальному процесі кафедри почали використовуватись технічні засоби навчання — використовують проектори на лекціях, електронні екзаменаційні машини (Альфа-1, Альфа-2) на іспитах і заліках. З кінця 60-х років у навчальний процес впроваджується обчислювальна техніка. У 1968 р. створюється навчальна обчислювальна лабораторія, обладнана аналоговою обчислювальною машиною МНБ і цифровою обчислювальною машиною «Промінь», на яких проводилися також наукові обчислення. Студенти вивчають програмування у машинних командах для ЕОМ «Урал». У 70-х роках парк машин кафедри суттєво розширюється: навчання проводять на спеціалізованій ЕОМ «Світанок», ЕОМ середнього класу «Наири» та першій у світі ЕОМ із символьним програмуванням «Мир» українського виробництва. Обчислення за студентськими програмами проводяться також на великих ЕОМ «Минск-22», «М-222», ЕС-1022, ЕС-1045. У 1972 р. створено навчальну лабораторію загальної електроніки. У 1974 р. вперше почали читати курс «Обчислювальні машини і програмування» для студентів-радіофізиків та оптиків, з 1976 р. цей курс почав читатися для студентів спеціальності «Фізика». Для виконання курсових та дипломних робіт, завдань практики студенти кафедри використовували ЕОМ М-222, ЕС-1022, ЕС-1045 з обчислювального центру університету та «Наири-2», встановлену на кафедрі. З появою на кафедрі вітчизняних мікро-ЕОМ «Електроніка Д3-28» частина занять була переведена на ці ЕОМ.
З 1981 р. по 1991 рік кафедру очолював професор Л. А. Синицький. У 1985 р. на базі обчислювальної лабораторії кафедри була створена міжкафедральна обчислювальна лабораторія, яка розташовувалась на першому поверсі корпусу по вул. Драгоманова, 12. У лабораторії були встановлені 12 мікро-ЕОМ Електроніка Д3-28 (мови програмування Бейсік, Фортран). Згодом встановлюються 12 ПК-Львів (з мовою програмування Бейсік), мікро-ЕОМ «Електроніка Д3-28», ПК-Львів, міні-ЕОМ СМ-1420 з 10-ма терміналами. Після появи в обчислювальній лабораторії у 1988 р. ПЕОМ «Искра-1030», Mazowia (аналог IBM PC/XT) у курсі «Програмування і математичне моделювання на ЕОМ» на потоці радіофізиків розпочинають читати мову програмування Паскаль. У 1991 р. мікро-ЕОМ «Електроніка Д3-28», СМ-1420 замінюють на сучасніші IBM PC/AT, започатковано курс «Методи розв'язання інженерних задач на ЕОМ». У 1998 р. 25 новопридбаних IBM PC з процесорами Pentium 166 встановлено у корпусі на вул. Саксаганського, 1. У 1984 р. створюється навчальна лабораторія мікропроцесорної техніки і розпочинає читатися відповідний курс. У 1988 р. створено навчальну лабораторію аналогової і цифрової обробки сигналів, у якій ведуться роботи по цифровій обробці сигналів та зображень. Студенти виконують курсові та дипломні роботи, досліджуючи цифрові фільтри, способи передачі та запису цифрових сигналів, відновлення та поліпшення цифрових зображень, методи розпізнавання образів. У спецлабораторіях кафедри студенти ІІІ-V курсів використовують програмно-апаратні комплекси, в яких окрім числових обчислень, ПЕОМ використовуються для вимірювань і керування устаткуванням.
У 1991 році кафедру очолив Петро Григорович Стахів. Під його керівництвом на кафедрі почалися роботи по медико-біологічній електроніці та моделюванню процесів у біологічних об'єктах. На основі цих розробок у 1996 році на кафедрі відкривається друга спеціалізація — «Фізико-інформаційні методи дослідження медико-біологічних систем». Студенти цієї спеціалізації знайомляться з основами фізіології та анатомії, моделюванням процесів в живих організмах, сучасною діагностичною та лікувальною апаратурою.
У 1996—1998 роках обов'язки завідувача кафедри виконував доц. Ю. С. Мочульський.
З червня 1998 року кафедру очолив професор І. М. Болеста, який до цього працював на кафедрі радіоелектронного матеріалознавства. Природно, що його досвід у навчально-методичній та науковій роботі впроваджувався у навчальний процес та наукову роботу кафедри зі збереженням та розвитком традиційного для кафедри напрямку. Проф. І. М. Болеста розробив та впровадив ряд загальних і спеціальних курсів, організував лабораторію функціональної електроніки.
З 2000 року спеціалізація «Фізико-інформаційні методи дослідження медико-біологічних систем» замінена спеціалізацією «Менеджмент науково-технічної сфери», а з 2003 року — спеціалізацією «Комп'ютерні методи в електроніці».
За час існування кафедра підготувала більше 500 спеціалістів. Серед випускників кафедри є відомі вчені (М. Личак — завідувач відділу Інституту космічних досліджень НАН України, Р. Бунь — заступник директора Державного науково-дослідного інституту інформаційної інфраструктури, В. Степашко — завідувач відділу Міжнародного науково-навчального центру інформаційних технологій та систем НАН України та Міністерства освіти України, І. Яворський — завідувач відділу Фізико-механічного інституту ім. Г. В. Карпенка НАН України), політики (І. Коліушко).

#### Наукова робота кафедри
Під керівництвом М. Г. Максимовича на кафедрі розпочалися роботи з теорії електричних кіл та з теорії коливань, зокрема з топологічних методів аналізу лінійних електричних кіл. Паралельно до цього під керівництвом Л. А. Синицького ведуться роботи щодо якісної теорії нелінійних електричних кіл та розробки програм моделювання цих кіл на електронних обчислювальних машинах.
Наприкінці 60-х років на кафедрі почали освоювати моделювання процесів у фізичних системах на аналогових та цифрових обчислювальних машинах. Під керівництвом Л. А. Синицького створено науково-дослідну лабораторію комп'ютерних методів дослідження радіоелектронних систем і з кінця 60-х років на кафедрі сформувався основний напрям науково-дослідних робіт — машинний аналіз електронних схем (розробка алгоритмів і програм для систем автоматизованого проектування радіоелектронної апаратури). Працівники кафедри з 1966 року починають проводити науково-дослідні роботи з машинного проектування радіоелектронних схем. Для цього інтенсивно освоюється нова обчислювальна техніка: великі ЕОМ «Минск-22», «Наири-2», «М-222» та малі й спеціалізовані ЕОМ «Промінь», «Наири-К» та «Світанок». З перших років заснування кафедри ТОЕР тут проводиться серія досліджень щодо створення алгоритмів та програм моделювання, аналізу та оптимізації аналогових радіоелектронних схем. Кафедра стає багаторічним ентузіастом та лідером комп'ютеризації наукових досліджень у галузі радіоелектроніки на терені колишнього Радянського Союзу. У 70-ті та 80-ті роки розробкою математичного та програмного забезпечення у цій сфері займалась більшість науковців та викладачів кафедри. В результаті цих робіт було створено ряд потужних програм для машин різних поколінь, які на той час могли успішно конкурувати з багатьма вітчизняними та зарубіжними аналогами. Під керівництвом П. Г. Стахіва розроблено та виготовлено декілька зразків мікропроцесорного тонометра на вітчизняних мікросхемах. Під керівництвом Б. Я. Благітка розробляється спряжений з комп'ютером пристрій вимірювання параметрів пульсу та діагностики серцево-судинної системи на основі цих параметрів. П. Г. Стахів та його учні ведуть роботи з діакоптичного підходу в аналізі електричних кіл. Запропоновано оригінальний метод синтезу дискретних математичних моделей динамічних багатовходових систем на основі оптимізаційного підходу.
З 1966 року кафедра випускає міжвідомчий республіканський збірник «Теоретична електротехніка». Першим відповідальним редактором збірника у 1966—1981 рр. був проф. М. Г. Максимович. У 1981—1991 рр. відповідальним редактором був проф. Л. А. Синицький, а з 1992 р. — проф. П. Г. Стахів. Серед авторів збірника за роки його існування було багато видатних учених колишнього СРСР, України, Польщі, Угорщини. У збірнику «Теоретична електротехніка» публікуються статті з теорії електричних та електронних кіл і систем, теорії електромагнітного поля, застосування чисельних методів у задачах сучасної електротехніки та електроніки. З 1968 року, кафедра регулярно проводить республіканські конференції та семінари з методів розрахунку електричних кіл, в яких беруть участь відомі спеціалісти з України, Росії, Польщі.

### Кафедра системного проектування

###### Історія кафедри
Кафедра фізики напівпровідників створена на фізичному факультеті Львівського державного університету імені Івана Франка у 1964 році. Відкриття кафедри було пов'язане з тим, що виникла необхідність підготовки спеціалістів в галузі напівпровідникового матеріалознавства, інтегральної мікро- та функціональної електроніки, матеріалів електронної техніки в західному регіоні України, де були сконцентровані наукомісткі підприємства і науково-дослідні установи радіоелектронного та приладобудівного профілю. Швидкий науково-технічний прогрес висунув завдання підготовки спеціалістів вищої кваліфікації, які володіли б обсягом знань, необхідним для застосування нових фізичних принципів у приладах спеціального призначення, включаючи електронні та іонні процеси, розробку різноманітних сенсорів, радіоелектронного обладнання для потреб медицини, сучасних наукомістких товарів народного споживання.
В різний час кафедру очолювали доцент Пашковський М. В. (1964—1971 рр.), доцент Савицький В. Г. (1971—1975 рр.), доцент Захарко Я. М. (1975—1976 рр), проф. Пашковський М. В. (1976—1980 рр.), проф. Цаль М. О. (1980—1987 рр.), проф. Стахіра Й. М. — з 1987 р.
В процесі розвитку кафедри основна увага завжди акцентована на високій якості навчального процесу, його нерозривному зв'язку з науковою тематикою кафедри та практичними потребами регіону. За останнє десятиріччя були оновлені навчальні лабораторії: лабораторія для проведення загального фізичного практикуму з курсу «Електромагнетизм» для студентів І-ІІ курсів; лабораторія фізики напівпровідникових приладів; лабораторія функціональної та наноелектроніки.
На кафедрі працюють 3 професори, 6 доцентів, 8 працівників навчально-допоміжного персоналу та 15 працівників науково-дослідної частини. Серед викладачів кафедри є два лауреати державних премій: професор Пашковський М. В. (1986 р), професор Стахіра Й. М. (2001 р.). Працівники, аспіранти та докторанти кафедри захистили 12 докторських та понад 90 кандидатських дисертацій. Опублікували понад 2000 наукових праць, виголосили більше 1000 доповідей на наукових конференціях національного та міжнародного рівня.
Кафедра щорічно здійснює підготовку близько 20 спеціалістів з напрямів підготовки «Прикладна фізика» та «Комп'ютерні науки». Високий рівень фундаментальної та спеціальної підготовки в поєднанні з широкою університетською підготовкою дає змогу готувати висококваліфікованих фахівців. Наукове та технологічне обладнання лабораторій кафедри, комп'ютерна техніка та сучасні досягнення комп'ютерних інформаційних технологій, мережі Інтернет дають змогу готувати кваліфікованих фахівців.
Випускники кафедри, одержавши ґрунтовну підготовку в галузі фізики напівпровідників і діелектриків, радіофізики і електроніки, напівпровідникової електроніки, інтегральної мікро- та функціональної електроніки, комп'ютерних інформаційних систем і технологій, комп'ютерних мереж успішно працюють у вищих навчальних закладах, в установах НАН України, галузевих науково-дослідних інститутах, науково-виробничих та виробничих об'єднаннях, приватних науково-інноваційних фірмах. Вони можуть обіймати посади в освітній, науковій та виробничих галузях: асистента або викладача вищого навчального закладу, вчителя середнього навчального закладу, наукового працівника, керівника (завідувача) науково-дослідної лабораторії (групи), інженера-дослідника, інженера на виробництві в галузях електронної техніки та приладобудування. Серед випускників кафедри є провідні вчені, керівники підприємств, навчальних закладів та наукових установ.

###### Про кафедру
Кафедра системного проектування створена у 2016 році (наказ ректора № 0-66 від 11.04.16 року). Викладачі кафедри, починаючи з 2005 року одночасно із започаткуванням підготовки фахівців напряму 6.050101 — «Комп'ютерні науки» на факультеті електроніки, активно залучились до підготовки бакалаврів цього напряму. З 2009 року викладачі кафедри разом з викладачами інших кафедр розпочали підготовку магістрів зі спеціальності 8.05010102 — «Інформаційних технологій проектування». З 2012 року викладачі кафедри розпочали підготовку спеціалістів та магістрів зі спеціальностей 7.05010103 та 8.05010103 «Системне проектування». Починаючи з 2016 року, у зв'язку з введенням нового переліку спеціальностей, кафедра здійснює підготовку бакалаврів та магістрів зі спеціальності 122 — «Комп'ютерні науки», а з 2017 року — бакалаврів зі спеціальності 126 — «Інформаційні системи та технології». З 2019 року кафедра розпочала підготовку бакалаврів зі спеціальності 121 — «Інженерія програмного забезпечення».
При розробці нових освітніх програм підготовки студентів викладачі кафедри тісно співпрацюють зі Львівським ІТ-кластером та  з фахівцями ІТ-індустрії, зокрема з компаніями Global Logic, InfoPulse, Epam, SoftServe, N-iX, Vakoms та іншими. Основною метою створення нових освітніх програм  є підготовка спеціалістів з інформаційних технологій згідно з новими вимогами ринку праці. За сприяння Львівського ІТ Кластеру на кафедрі з вересня 2017 року стартувала нова освітня програма підготовки фахівців напрямку Data Science, а з вересня 2019 року — нова освітня програма підготовки фахівців напрямку Software Engineering.
Кафедра займається проектуванням складних програмно-апаратних систем для вирішення задач збору та інтелектуальної обробки і аналізу великих обсягів даних у різних галузях діяльності. Розробляє автоматизовані та автоматичні системи збору, збереження, відтворення, попередньої обробки та аналізу даних. Для реалізації цих систем на кафедрі здійснюють дослідження технологій проектування реляційних (SQL-based), нереляційних (NoSQL-based) та розподілених (децентралізовані Blockchain-системи тощо) баз даних, методів реалізації високопродуктивних паралельних та розподілених обчислень, зокрема на базі обчислювальних кластерів класичної і гібридної архітектури, використання спеціальних апаратних обчислювальних систем на основі графічних процесорів (CUDA, OpenCL тощо), та розробки прикладних програмних рішень у сферах обробки і візуалізації даних (Data Processing and Visualization), аналізу даних (Data Analysis), бізнес-аналітики (Business Intelligence) та систем машинного та глибокого навчання (Machine and Deep Learning).
Завідувачем кафедри є Шувар Роман Ярославович, який перебуває на цій посаді з квітня 2015 року. Після закінчення Львівського державного університету імені Івана Франка у 1982 р. за спеціальністю «Радіофізика і електроніка» навчався в аспірантурі ЛДУ ім. Івана Франка (1985—1988), а потім працював на посаді асистента (1988—1994 р.р.), а з 1994 року і до сьогодні — доцента ЛНУ ім. Івана Франка. У 1989 р. захистив дисертацію на вчений ступінь кандидата фізико-математичних наук, а у 1996 р. отримав вчене звання доцента. Починаючи з 2005 р., активно займається науково-педагогічною роботою в галузі Інформаційні технології. Керує науковою роботою аспірантів та студентів.
Навчальний процес на кафедрі забезпечують чотири доктори фізико-математичних наук — професори Юзевич Володимир Миколайович, Коман Богдан Петрович, а також кандидати фізико-математичних наук — доценти Шувар Роман Ярославович, Демків Лідія Степанівна, Ненчук Тарас Миколайович, Стахіра Роман Йосипович, Ляшкевич Василь Яремович, Цибуляк Б. З., Анохін В. Є., асистенти Парубочий В. О., Продивус А. М., Мисюк Р. В., Каськун О. Д., Кулик П. Р., Мисюк І. В., Ляшкевич М. Ю., Куцяба Т. І. Викладачі кафедри пройшли профільне, у тому числі, піврічне стажування у провідних навчальних та науково-дослідних закладах України.
Для забезпечення навчального процесу при кафедрі створена та функціонує навчальна лабораторія проектування інформаційних технологій (зав. лаб. Писаревський В. К.)
Для проведення лабораторних занять з нормативних дисциплін, дисциплін спеціалізації та вибіркових дисциплін на кафедрі функціонують 4 навчальні комп'ютерні лабораторії — № 5, № 8, № 9 та № 11.
За підтримки та сприяння компанії InfoPulse відкрито навчально-дослідницьку комп'ютерну лабораторію «Наука про дані та машинне навчання».
У 2023 року відкрито дослідницько-освітній хаб технологій штучного інтелекту «AIT Research & learning hub».

### Кафедра фізичної і біомедичної електроніки
На кафедрі фізичної та біомедичної електроніки працюють 8 викладачів (професор, доктор фізико-математичних наук Бордун О. М.;  доценти, доктор фізико-математичних наук Бігун Р. І.,  кандидати фізико-математичних наук Кухарський І. Й., Пенюх Б. Р., Медвідь І. І., Бігдай В. Г., Бучковська М. Д.; асистент Кофлюк І. М.), 6 працівників навчально-допоміжного персоналу, 3 штатних працівники НДЧ. Кафедру очолює доктор фізико-математичних наук, професор Бордун О. М.
На кафедрі функціонують навчальні лабораторії фізичної електроніки, технологічних основ електроніки, фізики адсорбційних явищ, фізики поверхневих явищ, технології тонких плівок, вакуумної і плазмової електроніки, фізики фотобіологічних процесів, біомедичної електроніки, електронної мікроскопії та електронографії, механіки і молекулярної фізики та демонстраційний кабінет при основній лекційній аудиторії факультету. Викладачі кафедри здійснюють підготовку фахівців за спеціальностями «153-Мікро- та наносистемна техніка» і «171-Електроніка», читають ряд загальних та спеціальних курсів. Основними з них є курси «Загальна фізика», «Фізичні основи електроніки» (проф. Бордун О. М.), «Біомедична інженерія та штучний інтелект» (проф. Бордун О. М.), «Фізична електроніка» (доц. Бігун Р. І.), «Фізичні основи методів медичної діагностики» (проф. Бордун О. М.), «Тонкоплівкові технології в мікроелектроніці» (доц. Пенюх Б. Р.), та ін.
Основні напрямки наукових досліджень співробітників кафедри: Дослідження фізичних явищ на поверхні твердих тіл з метою створення поверхонь із заданими властивостями.
Вивчення явищ переносу у зразках нанометрової товщини.
Дослідження електронних збуджень і власних центрів люмінесценції в кисневовмісних сцинтиляційних сполуках.
Вивчення оптичних властивостей біологічних об"єктів з метою створення пристроїв для медицини.
КФБМЕ співпрацює з Інститутом Фізики НАН України: відділ фізичної електроніки — академік НАНУ Наумовець А. Г., відділ адсорбційних явищ — член-кор. НАНУ Птушинський Ю. Г., Київський національний університет ім..Т.Шевченка, каф. мікроелектроніки та кріосистем, акад. Находкін М. Г., з дігностичною лабораторією. Обласної дитячої спеціалізованої клінічної лікарні, зав. лаб., канд. мед. наук., Петрух А. В.

## Події
Студенти, аспіранти та викладачі факультету можуть брати участь в школах.

### Data Engineering and Security (DES Winter School)
Зимова школа почала регулярні події з 2020 року у Львівському університеті. В межах школи традиційно проводиться конкурс проєктів учасників школи.
DES — одна з наймасштабніших ІТ шкіл України, яка щорічно об'єднує кращих фахівців галузі, експертів, менторів та лекторів провідних ІТ компаній, аби передати свої знання та досвід сотням студентів та учнів з різних куточків України.
Тривалість: 2 тижні
Мета зимової школи DES:
- Підсилити зацікавлення молоді до новинок галузі серед технічних спеціальностей.
- Сформувати майданчик для вивчення теоретичних основ та практичних навичок між студенством та ІТ індустрією.

Навчання в школі спрямовано на поглиблене вивчення основ іноваційних освітніх програм:
- 121. Інженерія програмного забезпечення
- 121. Високопродуктивний комп'ютинг
- 125. Кібербезпека
- 112. Статистика. Статистичний аналіз даних

Тематика школи: Software Engineering, Основи програмування, HPC, IoT, DataScience, Big data, Cloud, DB, Data processing, Аналіз даних, Machine Learning, CV, NLP, Time series, Сфери практичного застосування AI, CyberSecurity, SoftSkills.
Досвід. DES стала традиційною щорічною школою, що стабільно залучає сотні студентів та учнів з різних куточків України, які прагнуть підкорити сферу ІТ.
2020 рік:
- 31 фахівець з ІТ-індустрії
- близько 200 учасників
- 8 компаній-партнерів

2021 рік:
- 40 фахівців з ІТ-індустрії
- близько 600 учасників
- 23 компаній-партнерів

2022 рік:
- 96 фахівців з ІТ-індустрії
- близько 700 учасників
- 16 компаній-партнерів

У 2022 році для участі в роботі школи зареєструвалися 856 студентів, школярів, молодих вчених та викладачів ВНЗ, працівників ІТ компаній.
Отримали сертифікати про успішне завершення школи 459 учасники. Всього було проведено 88 занять на яких з лекціями виступили
84 провідних фахівців ІТ індустрії та викладачів ВНЗ. Проведено конкурс інноваційних проектів. У фіналі виступили з презентаціями своїх проектів 12 студентських команд.
Організатором зимової школи є Львівський національний університет імені Івана Франка, керівники іноваційних освітніх програм:
- Роман Шувар, кафедра системного проектування факультету електроніки та комп'ютерних технологій
- Олег Бугрій, кафедра математичної статистики і диференціальних рівнянь механіко-математичного факультету
- Петро Венгерський, кафедра кібербезпеки факультету прикладної математики та інформатики

Детальніше: http://des.lnu.edu.ua/

### Artificial Intelligence Technology Summer school (AIT Summer School)
Літня англомовна школа для навчання технологій штучного інтелекту у Львівському університеті. Перша AIT summer school відбулася у 2021 році.
Мета:
- стимулювати створення інноваційних програм зі штучного інтелекту та оновлювати існуючі;
- сприяти залученню експертів для формування кваліфікаційних вимог до освітніх програм та співпраці з університетом загалом;
- залучити учасників школи, вчителів, наставників та професіоналів галузі до роботи над реальними проектами та дослідженнями, які виникнуть в результаті навчальної роботи

У 2021 взяло участь 371 учасників, 165 отримали сертифікати, 23 спікерів з ІТ компаній, за підтримки 14 ІТ компаній
У 2022 взяло участь 408 учасників, 179 отримали сертифікати, 38 спікерів з ІТ компаній, за підтримки 19 ІТ компаній
Для кого:
Пряма цільова аудиторія: 70 % студентів ІТ (очікується приблизно 420 реєстрацій); 30 % — інші учні. Учасники будуть відібрані на основі обґрунтування теми, над якою заявник працює або навчається в школі (очікується близько 180 реєстрацій); 30 % спікерів складатимуть викладачі, які оцінюватимуть теми, які згодом увійдуть до нової освітньої програми
Непряма цільова аудиторія: Педагоги, залучені до навчання в школі; Автори майбутньої освітньої програми; Викладачі ЛНУ імені Івана Франка та інші викладачі вищих навчальних закладів Львівщини та України; Суспільство та широка громадськість міста, які дізнаються про школу та початок нового напрямку у Львівському університеті.
Формат:
Менторами та спікерами школи будуть дослідники, розробники та кваліфіковані професіонали з підтвердженим досвідом практичних/реальних проектів у певній галузі.
Типи занять: теоретичні, онлайн, практичні семінари та виконання завдань.
Робочі мови школи: англійська та українська. Мова робочих матеріалів: англійська
Детальніше: http://ai.lnu.edu.ua/

### ІТ конференція Franko IT day
Franko IT Day — найбільша ІТ-конференція Львівського національного університету імені Івана Франка, яку щорічно проводить факультет електроніки та комп'ютерних технологій. На учасників чекають захоплюючі лекції від фахівців з електроніки, програмування та дизайну, а також отримають можливість оволодіти практичними навичками під час ексклюзивних майстер-класів.
Детальніше: https://frankoitday.lviv.ua/

### Наукова конференція ELIT
2019 XIth International Scientific and Practical Conference on Electronics and Information Technologies (ELIT)
2021 IEEE 12th International Conference on Electronics and Information Technologies (ELIT)
2023 IEEE XIIIth International Conference on Electronics and Information Technologies (ELIT)
Детальніше: https://elit.ieee.org.ua/

### Startup Battle
🔹 «Startup Battle» — це подія, що є підсумковим заняттям з курсу «Інновації та підприємництво в ІТ сфері» для бакалаврів 4 року навчання. Тут студенти презентують свої проекти-інновації справжнім інвесторам. Серед них є і надзвичайно цікаві речі — автоматичний збирач сміття, ідеальний планер, розумний бейдж та навіть окуляри, що бачать правду. І це справді безцінний досвід!
У рамках Startup Jam 20 студентських команд, які успішно пройшли навчальні траєкторії під час курсів «Інновації та підприємництво в ІТ сфері» (викл. Катерняк І. Б.), «Технології створення програмних продуктів» та «Програмування робототехнічних систем» (викл. Кушнір О. О.), представили свої стартап-проєкти, кожен із яких пропонує оригінальні рішення для актуальних сьогодні потреб. Студенти представили свої особливі бізнес-моделі та прототипи інноваційних продуктів і послуг, які вже валідовані потенційними клієнтами. Унікальність події полягала в тому, що студентські команди мали можливість виступити перед інвесторами, підприємцями та експертами зі США, Швеції, Німеччини та України, які поділилися досвідом і дали цінний фідбек на кожен із заявлених проєктів.
Детальніше: https://lnu.edu.ua/startup-jam-studenty-lvivskoho-universytetu-prezentuvaly-startapy-pidpryiemtsiam-z-ukrainy-ssha-nimechchyny-ta-shvetsii/

## Спеціальності
Факультет електроніки та комп'ютерних технологій здійснює підготовку бакалаврів та магістрів у двох сучасних галузях — комп'ютерних наук і мікро- та наноелектроніки.

### Бакалавр
Ми здійснюємо фундаментальну підготовку майбутніх ІТ-спеціалістів за освітнім ступенем БАКАЛАВРА за спеціальностями у таких освітніх програмах:
1. F2 — Інженерія програмного забезпечення (Software Engineering) сайт освітньої програми за посиланням http://se.lnu.edu.ua/
2. F3 — Комп'ютерні науки (Computer science)
3. F6 — Інформаційні системи і технології (Data science & Intelligent systems). Сайт освітньої програми за посиланням http://itlnu.lviv.ua/
4. G5 — Електроніка та комп'ютерні системи. Сайт освітньої програми за посиланням https://itcluster.lviv.ua/ecs_lnu/
5. G7 — Мікро- та наносистемна техніка (Sensor & Analitical systems). Сайт освітньої програми за посиланням https://itcluster.lviv.ua/sas_lnu/

З 2023 року 153 спеціальність Мікро- та наносистемна техніка, згідно Постанови кабінету міністрів від 16 грудня 2022 р. № 1392 стала 176 — Мікро- та наносистемна техніка.

### Магістр
Освітній ступінь МАГІСТРА отримують бакалаври вищенаведених спеціальностей після півторарічного навчання за спеціальностями:
122 — Комп'ютерні науки (Computer science),
спеціалізації:
- «Інформаційні технології проектування»;
- «Системне проектування»;
- «Системи штучного інтелекту»;
- «Спеціалізовані комп'ютерні системи»;

176 — Мікро- та наносистемна техніка
- спеціалізація «Фізична та біомедична електроніка».